# Къшин
Къшѝн е село в Северна България. То се намира в община Плевен, област Плевен.

## Редовни събития
Празникът на селото е на 24 май.